# Метацеркария
Метацерка́рий, метацерка́рия (лат. metacercaria, от др.-греч. μετά — между, после, через и др.-греч. κέρκος — хвост) — инвазионная стадия развития зрелой личинки трематод, возникающая после церкария и обитающая в организме дополнительного (промежуточного) хозяина (рыб, крабов). Синоним — церкарий инцистированный.

## Жизненный цикл
Превращение церкарий в метацеркарии происходит после попадания в организм второго промежуточного хозяина (рыбы или краба), где они отбрасывают хвост и образуют вокруг себя защитную оболочку-капсулу (цисту). Метацеркарии располагаются на коже, плавниках, в подкожной клетчатке, мышечной ткани, мозгу, глазах, глотке.
В организм окончательного (дефинитивного) хозяина (хищных животных, птиц, человека) метацеркарии попадают при поедании теми заражённых рыб. Под воздействием компонент сока двенадцатиперстной кишки (главным образом соляной кислоты и пепсина) оболочка разрушается, и вышедшая из неё личинка внедряется в органы хозяина (жёлчные протоки печени, протоки поджелудочной железы и т. п.).

## Воздействие на человека
Метацеркарии трематод, для которых человек является окончательным (дефинитивным) хозяином, при внедрении (инвазии) в организм человека развиваются во взрослую паразитирующую особь, время жизни которой может составлять десятки лет. В результате в поражённом организме развиваются соответствующие заболевания — описторхоз, клонорхоз, шистосомоз и др.

## Санитарная обработка пищи
Большинство метацеркарий устойчиво к кратковременному воздействию соли и повышенных/пониженных температур, погибая лишь при длительных (десятки минут) варке, жарении, запекании, глубоком замораживании (десятки суток), засолке при высокой концентрации соли (также десятки суток).